# Pissau

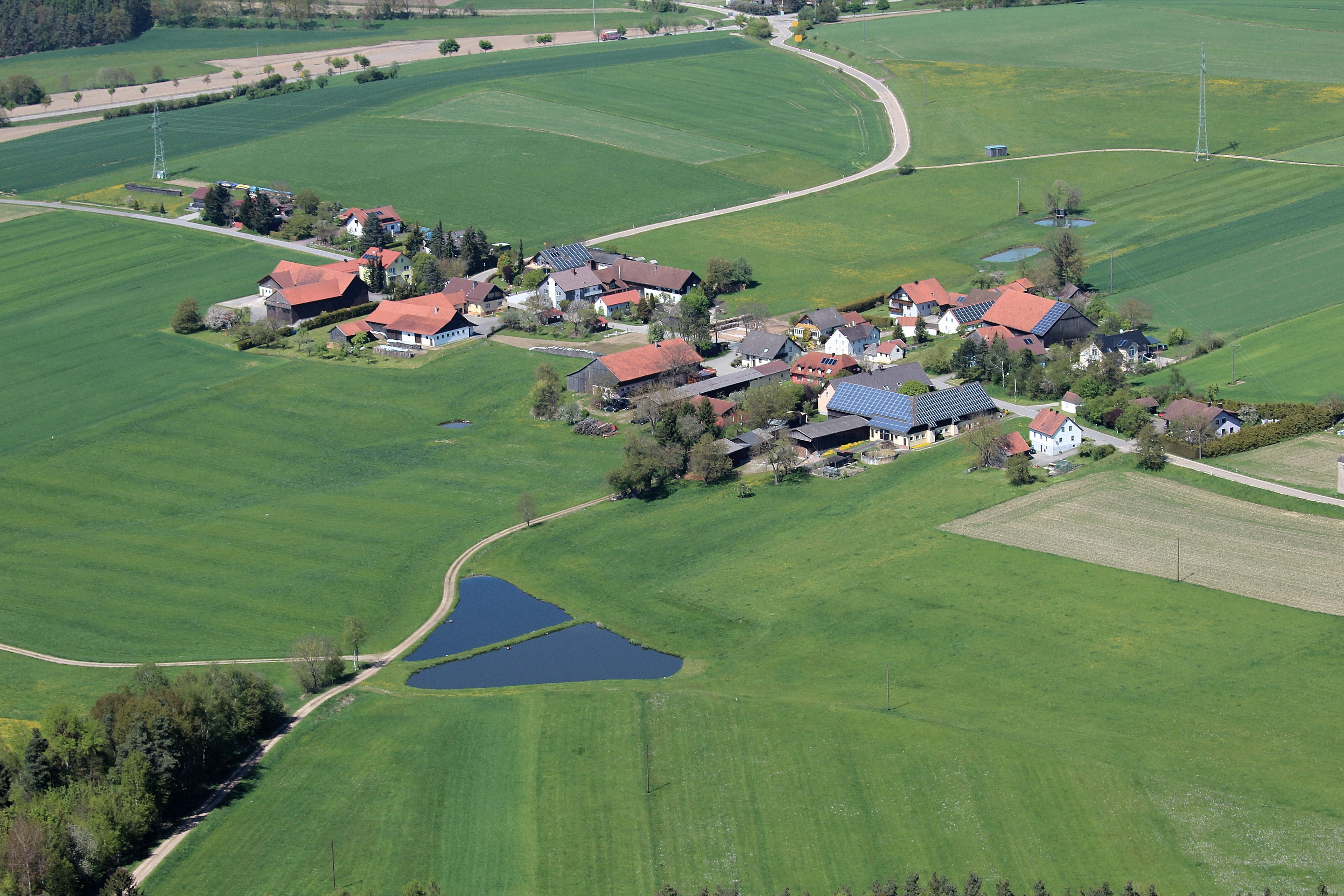
Pissau (2017)

Pissau ist ein Ortsteil der Stadt Neunburg vorm Wald im Landkreis Schwandorf in Bayern.

## Geographie
Pissau liegt circa fünf Kilometer westlich von Neunburg vorm Wald und etwa 500 Meter nördlich der Staatsstraße 2398, die Neunburg vorm Wald mit Bodenwöhr verbindet. Zwei Kilometer südlich verläuft die Staatsstraße 2151 Richtung Schwarzenfeld.

## Geschichte
Der Name Pissau leitet sich von der Au eines Piso ab oder er hat slavischen Ursprung und bedeutet Siedlung auf dem Sand (Pisek).
1390 war Bertelin der Zenger Besitzer der Leuchtenberger Lehen zu Pissau und Pingarten. 1586 wird in einem Kaufbrief über etliche Güter von Pissau berichtet.
1871 wurden die römisch-katholischen Einwohner Pissaus  von Schwarzhofen nach Penting umgepfarrt.
Am 23. März 1913 war Pissau Teil der Pfarrei Penting, bestand aus elf Häusern und zählte 62 Einwohner.
Am 31. Dezember 1990 hatte Pissau 63 Einwohner und gehörte zur Pfarrei Penting.
Siehe auch: Liste der Baudenkmäler in Neunburg vorm Wald, Abschnitt Pissau